# Vîhrivka, Dunaiivți
Vîhrivka (în ucraineană Вихрівка) este localitatea de reședință a comunei Vîhrivka din raionul Dunaiivți, regiunea Hmelnîțkîi, Ucraina.

## Demografie
Componența lingvistică a localității Vîhrivka
     Ucraineană (98,82%)
     Alte limbi (0,78%)
Conform recensământului din 2001, majoritatea populației localității Vîhrivka era vorbitoare de ucraineană (98,82%), existând în minoritate și vorbitori de alte limbi.